# 제비쑥

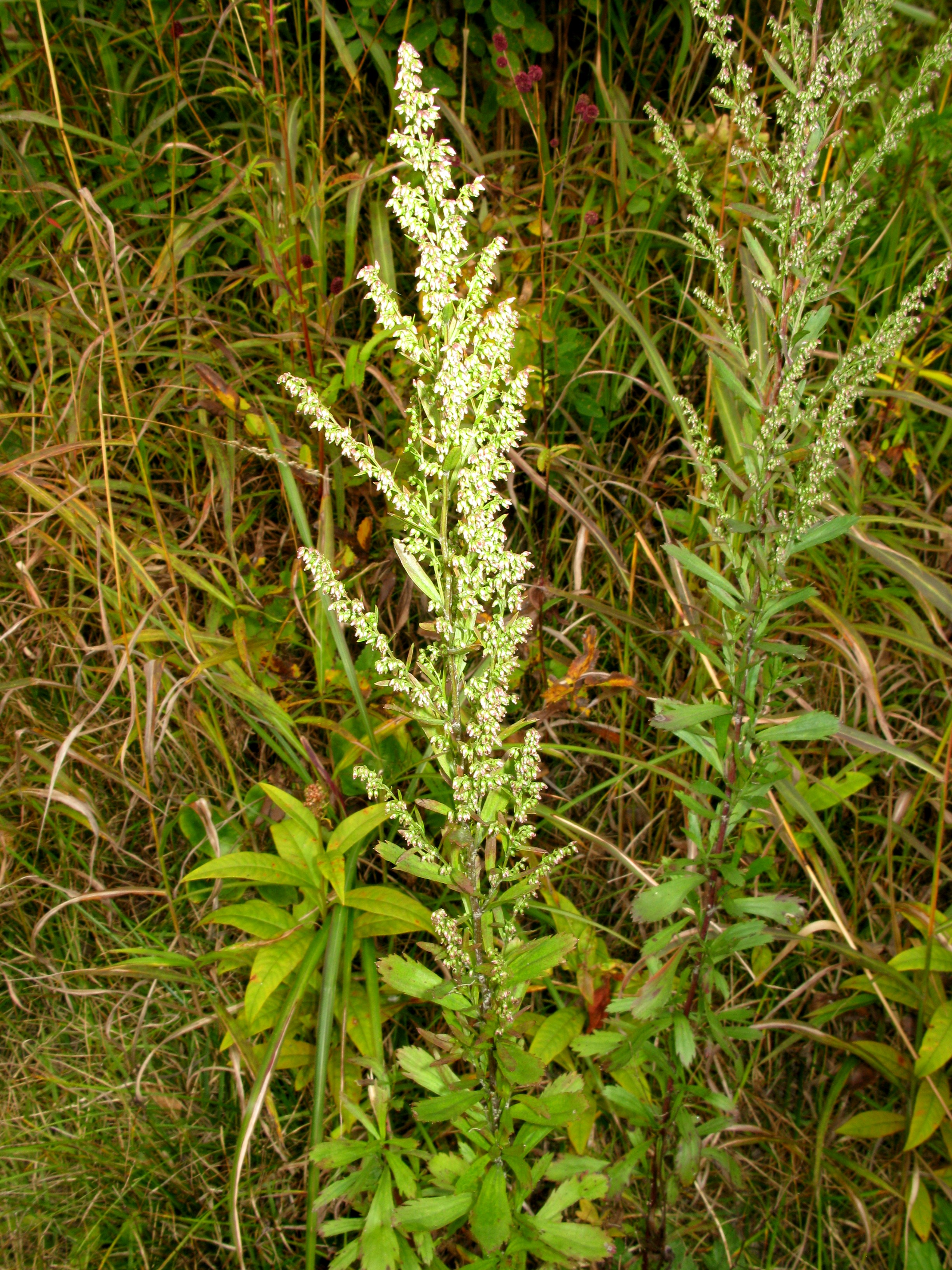

제비쑥(학명: Artemisia japonica)은 한국·필리핀·중국·일본 등지에 분포하는 여러해살이풀이다. 높이 30-90cm이다. 잎은 어긋나고 쐐기형 또는 거꿀달걀형으로 양쪽 가장자리가 밋밋하며 위 끝은 결각상으로 갈라지고 톱니가 있다. 중앙부에 달린 잎은 깃처럼 갈라지고, 상부에 달린 잎은 선형이며 가장자리가 밋밋하다. 꽃은 7-9월에 피고 두화는 난상 구형 또는 타원형이며 원줄기 끝에서 원추꽃차례를 형성한다. 총포는 털이 없고 포편은 4줄로 배열하며 뒷면에 능선이 있고 안에는 암꽃과 양성화가 들어 있다.